# Pierre-Joseph Guilmot
Pierre-Joseph Guilmot né à Douai le 27 novembre 1753 et mort le 22 juin 1834, fut bibliothécaire, écrivain et archéologue.
Un buste de Guilmot, modelé après sa mort par le sculpteur Delphin Héliodore Bienvenu Parent est conservé au musée de Douai 

## Biographie
- Études à l'université de Douai.
- 1783 commis aux fournitures de la ville[3].
- Dénoncé comme aristocrate par un tonnelier qui convoitait sa place dans les lits militaires, il est déporté le 9 août 1793 dans le Pas-de-Calais comme deux cents autres familles de Douai.
- Il se retire à Evin-Malmaison et pendant cette période d'exil il recherche et explore, travail qui servira de base à Vicus Helena.
- Rappelé à Douai pour reprendre sa place de garde-magasin des lits militaires il devient administrateur du bureau de bienfaisance, commissaire de quartier pour les pauvres, membre de la commission administrative et assesseur du juge de paix.
- Le préfet offre à Pierre-Joseph Guilmot la conservation de la bibliothèque publique de Douai qui depuis le début de la Révolution était dans le désordre. La bibliothèque était également le plus vaste dépôt littéraire du département du Nord.
- Il prend cette fonction le 5 juillet 1806. Il en dresse l'inventaire jusqu'en 1820.
- Nous devons à Guilmot l'arrêt des ventes de livres par des gens intéressés[4] à partir de cette époque la bibliothèque reprend son évolution par dons et achats de livres.

## Supercherie littéraire
Pierre-Joseph Guilmot fournit à Jean-Baptiste-Boniface de Roquefort une partie importante des matériaux  qui ont servi à Roquefort dans l'ouvrage statistique du département du Nord supplément au glossaire de la langue romane sans même énoncé  sa source dans son ouvrage.